# 김송일
김송일(1975년 1월 17일 ~ )은 대한민국의 배우이다.

## 출연작

### 영화
- 《시민 덕희》 (2024년) - 외교관 역
- 《헌트》 (2022년) - 교수 역
- 《숏버스 기묘행》 (2021년) - 홍석 역
- 《방법: 재차의》 (2021년) - 50대남자 재차의 역
- 《뿔을 가진 소년》 (2019년) - 진태 역
- 《우상》 (2019년) - 수련 남편 역
- 《리얼》 (2017년) - 캐피탈 대표 역
- 《보통사람》 (2017년) - 김 형사 역
- 《누렁이들》 (2016년) - 대표 역
- 《곡성》 (2016년) - 경찰 역
- 《타짜: 신의 손》 (2014년) - 조선족 역
- 《빗소리》 (2013년)
- 《스파이》 (2013년) - 중국 위장요원 역
- 《다슬이》 (2011년) - 삼촌 역
- 《의뢰인》 (2011년) - 퀵서비스 역
- 《처음 만난 사람들》 (2009년) - 길재 역

### 연극
- 《줄리어스 시저》 - 리가리어스 외 역
- 《괴물이 산다》 - 남자 4 역
- 《세 사람 있어》
- 《자웅이체의 시대》 - 이재원 역
- 《해방공간》
- 《재 생》
- 《자웅이체의 시대》
- 《주인이 오셨다》
- 《내 심장을 쏴라》
- 《주운고아》
- 《홍동지놀이》 - 영노 역
- 《아름다운 남자》 - 지공대사 역
- 《울고 있는 저 여자》 - 그남자 역

### 드라마
- 《협상의 기술》 (JTBC, 2025년) - 산인 건설 부사장 역
- 《졸업》 (tvN, 2024년) - 표상섭 역
- 《악의 꽃》 (tvN, 2020년) - 15화 수술실 의사 역
- 《블랙독》 (tvN, 2019년) - 3화 교사1 역
- 《쌉니다 천리마마트》 (tvN, 2019년) - 2화 토끼머리 자영업자 역
- 《라이프》 (JTBC, 2018년) - 07회 뇌사상태 여아의 아버지 역